# Pappírspési
Pappírspési é um filme de drama islandês de 1990 dirigido e escrito por Ari Kristinsson. Foi selecionado como representante da Islândia à edição do Oscar 1991, organizada pela Academia de Artes e Ciências Cinematográficas.

## Elenco
- Högni Snaer Hauksson
- Ingólfur Gudvarðarson
- Kristmann Óskarsson
- Magnús Ólafsson
- Rajeev Murukesevan
- Rannveig Jónsdóttir